# 울리세스 식시올리
울리세스 식시올리(스페인어: Ulises Albano Ciccioli, 2003년 7월 2일~)는 아르헨티나의 축구 선수로, 로사리오 센트랄과 아르헨티나 연령별 대표팀에서 수비수로 활동하고 있다.

## 구단 경력
2021년 11월 5일, 데펜사 이 후스티시아를 상대로 리그 데뷔전을 치렀다.